# Lithobius microdon
Lithobius microdon är en mångfotingart som beskrevs av Robert Latzel 1886. Lithobius microdon ingår i släktet Lithobius och familjen stenkrypare.

## Underarter
Arten delas in i följande underarter:
- L. m. clarki
- L. m. depressus
- L. m. microdon